# Потоцкий, Анджей (хорунжий каменецкий)
Анджей Потоцкий (пол. Andrzej Potocki; или Енджей Потоцкий (пол. Jędrzej Potocki) 1532—1575) — польский шляхтич, военный и государственный деятель Королевства Польского.

## Биография
Представитель польского дворянского рода Потоцких герба «Пилява». Сын подкомория галицкого Якуба Потоцкого (около 1481 года — до 1551 года) и Катарины Емельницкой (ум. до 1544 года). Каспер Несецкий называет его матерью Козиминскую пол. Kozimińska). Старший брат — Николай Потоцкий.
Летом 1537 года Анджей Потоцкий с 7-конной свитой вошел в состав хоругви Анджея Трояновского. 1 февраля 1538 года участвовал в проигранном сражении с молдаванами на реке Серет. В июне 1539 года вошел в состав хоругви Станислава Добросоловского, которая была выставлена Калишской землей.
5 октября 1562 года Анджей Потоцкий был записан в Вильно во двор короля польского и великого князя литовского Сигизмунда II Августа с 5-конной свитой. Может, участвовал в тогдашних столкновениях с Русским государством. Среди придворных короля до сих пор его в документах не упоминают. 2 мая 1565 года стал каменецким хорунжим (Каспер Несецкий называл его подольским хорунжим). В 1565 году служил в хоругви своего старшего брата Николая, который помогал ему в военной карьере. Упомянут в Яблунове под Теребовлей 24 декабря 1565 года с 16-конной свитой (такой редко встречался среди всадников текущей обороны). До июня 1566 года воевал под командованием брата Николая Потоцкого против крымских татар, усиленных турецкими отрядами из Добруджи, которые трижды атаковали весной 1566 года польско-литовские земли, осаждая великого коронного гетмана Николая Сенявского в Меджибоже. 9 февраля 1572 года как ротмистр службы участвовал в новых столкновениях, которые продолжались пять кварталов до апреля 1573 года. Вероятно, взял командование отрядом своего старшего брата Николая (150 всадников) несколькими месяцами раньше его смерти весной 1572 года. Не участвовал в молдавском походе оставаясь под непосредственным командованием Ежи Язловецкого. С августа 1572 года командовал 100-конной хоругвью. Принял участие (под командованием каменецкого старосты Николая Бжеского) в разгроме татарских отделов, которые весной 1573 года напали на Подолье. Из-за финансовых трудностей не получил заработанные деньги за службу в текущей обороне. 10 декабря 1574 года записано, что за 3,5 квартала «старой службы» от августа 1572 года до мая 1573 года ему принадлежало 3234 злотых. Из той суммы в Кракове получил 325 злотых (не известно, выплачены ли остальные).
В 1566 году было разделение имений — наследия отца. Получил свои части в купленных вокруг городка Сидорова деревнях. Совместно с братьями: родным — Яном — и сводным — Станиславом — владел Соколовом, Унижем, Костыльниками в Русском воеводстве, Галицкой земле. Суммы, которые был записан королем в 1555 году на Яблонове, Тышковцах, Ольховке в Галицкой земле, выплатил брат Николай в 1559 году. В 1570 году получил пожизненно земельный участок в Каменце-Подольском (возле фосы вблизи Русских ворот) и согласие на выкуп села Вильховец (Каменецкий уезд) из рук досрочных посесоров. Выкуп был реализован, в 1577 году селом владела вдова.
Умер в 1575 году, правдоподобно, был похоронен в старом фарном костеле в Бучаче, имел надгробие с эпитафией, датой смерти 12 февраля 1572 года и информацией, жившей 40 лет.

## Семья
По данным Марека Плевчинского, его жена — Кристина из Влодеков, очевидно, сестра ротмистра и каменецкого старосты Мацея Влодка. Дети:
- Евфрозина — жена Каспера Лозинского
- Катажина — жена холмского старосты князя Михаила Воронецкого

В свое время Каспер Несецкий утверждал, что у Анджея Потоцкого был сын Якуб, подкоморий галицкий.